# Gare de Stratford International
Pour les articles homonymes, voir Gare de Stratford.
La gare de Stratford international (en anglais : Stratford International station, est une gare ferroviaire établie sur la Channel Tunnel Rail Link, dite High Speed 1. Elle  est située à Stratford dans le borough londonien de Newham sur le territoire du Grand Londres, en zone 2 Travelcard.

## Situation ferroviaire
Établie en légère tranchée à environ 15 mètres d'altitude, la gare internationale de Stratford est située au point kilométrique (PK) 9 (6 mi) de la Channel Tunnel Rail Link, dite High Speed 1, entre les gares d'Ebbsfleet International, en direction du Tunnel sous la Manche, et Saint-Pancras, terminus londonien de la ligne.
La station dispose de deux quais en position latéral, à gauche et à droite des lignes, et deux quais en ilots central encadrant une voie permettant le dégagement des trains hors service vers le dépôt de Temple Mills. L'ensemble est plus proche de la surface que les tunnels de la ligne.

Vues d'ensemble des quais et voies
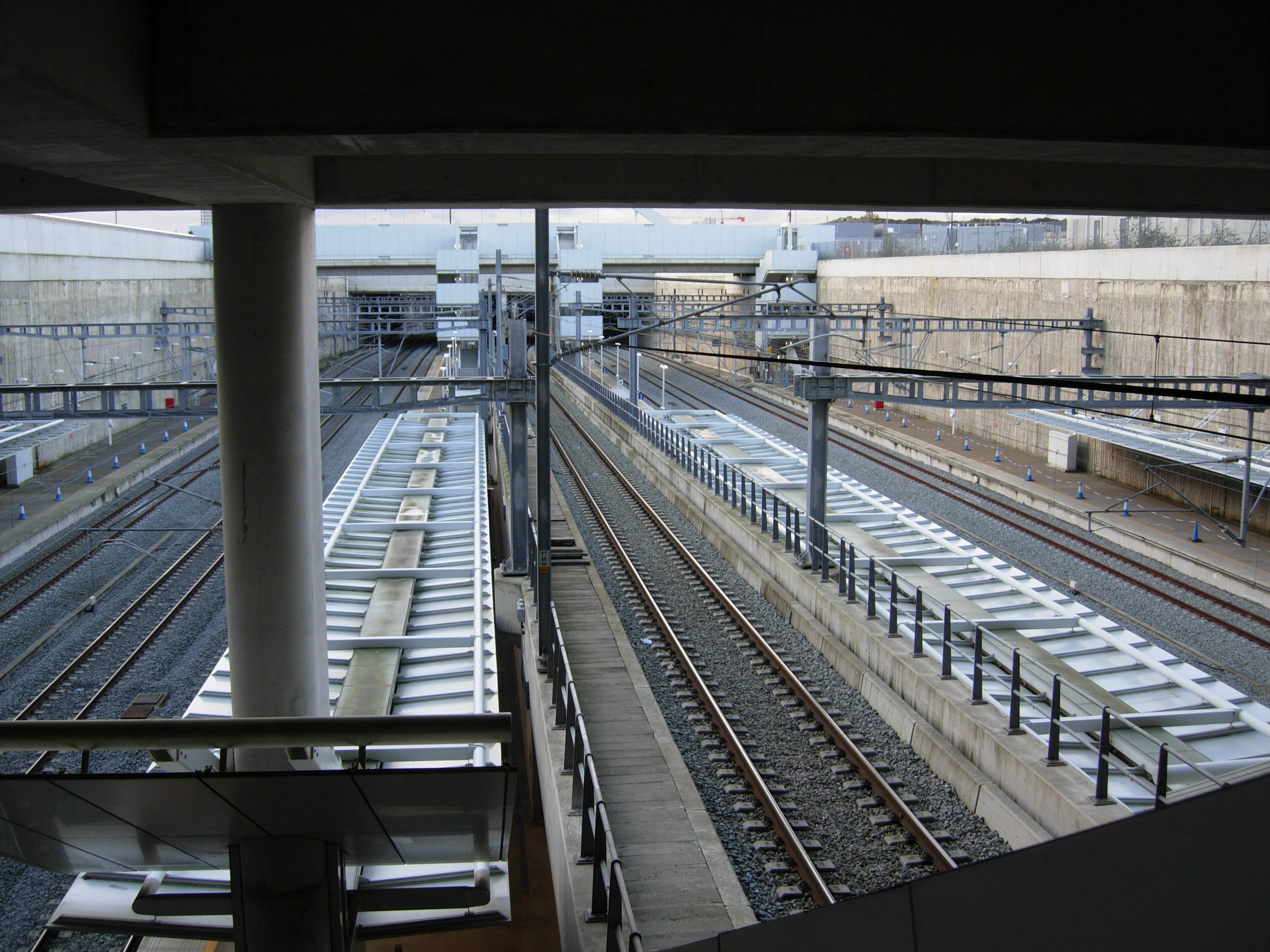
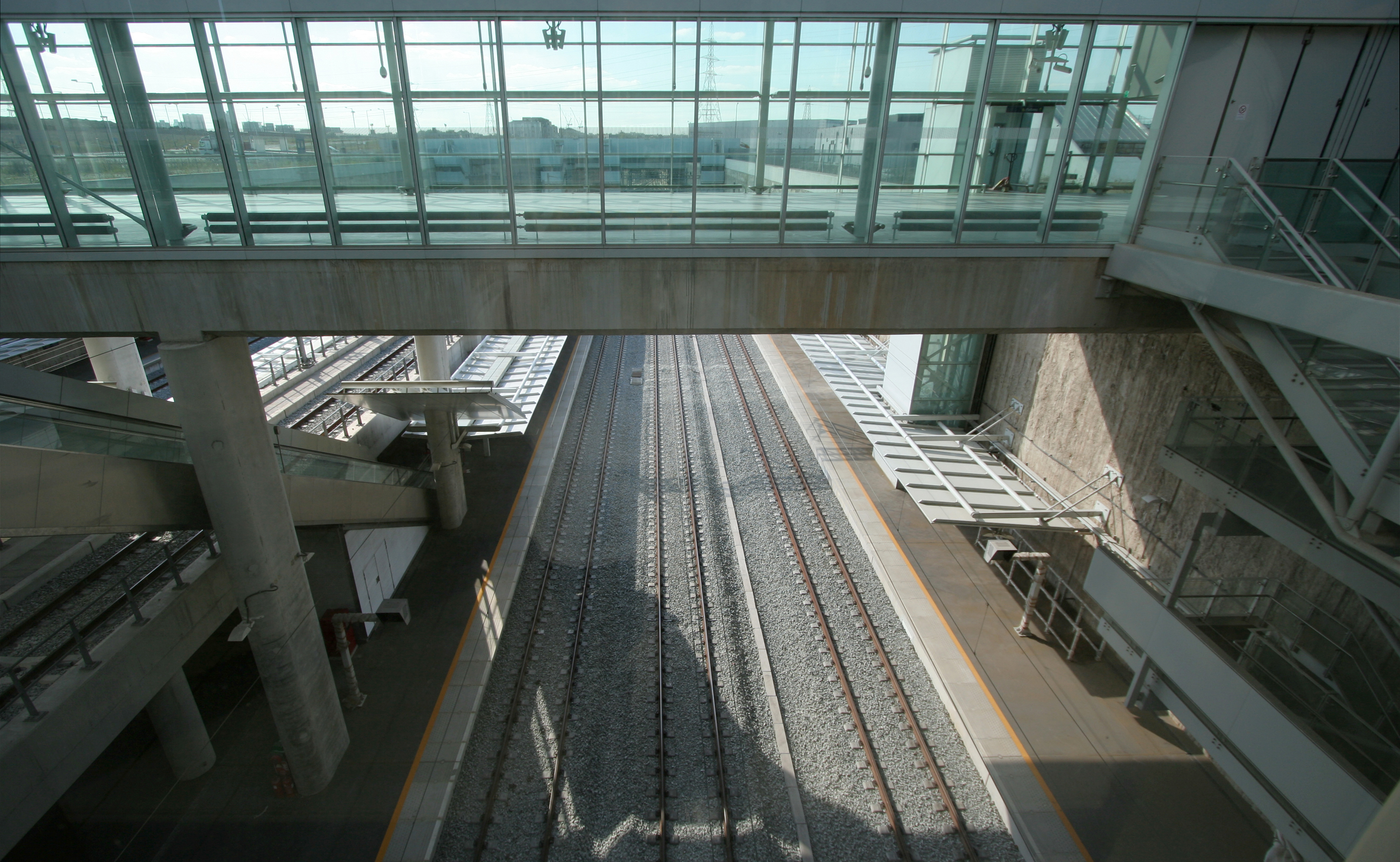

## Histoire
Elle est créée en 2010 sur la High Speed 1, entre les gares de Saint-Pancras et d'Ebbsfleet International. L'environnement proche est un chantier de construction: pour le futur parc olympique de Londres. À 370 mètres se trouve la gare de Stratford, qui est un pôle important pour les transports londoniens et les trains de banlieue.
Le bâtiment est construit en béton et verre, comme plusieurs des gares TGV françaises, dans une boîte de béton à ciel ouvert. Le niveau des voies est en dessous du sol, parce que les voies sont en tunnel à côté de la gare. La station dispose de quatre quais. La gare permet aussi aux Eurostar d'accéder au dépôt de Temple Mills.
Depuis le 30 novembre 2009, la gare est desservie par les trains Hitachi Class 395 du Kent (au sud de la Tamise). Ces trains roulent sur la ligne à grande vitesse à 225 km/h, au lieu de 300 km/h pour les Eurostar. En 2012, Stratford est sur le site des jeux olympiques, des navettes seront proposées toutes les six minutes entre le parc olympique de Stratford et le centre de Londres. Initialement prévue pour une desserte Eurostar pendant les Jeux, aucun train de ce service ne s'y est jamais arrêté en service commercial.

## Service des voyageurs

### Desserte
Depuis le 13 décembre 2009, des services régionaux en destination du sud de l'Angleterre (Kent) et la gare de Saint-Pancras sont proposés. 
- 4 trains par heure pour Londres St Pancras (durée: 7 minutes)
- 2 trains pour Faversham
- 1 train pour Margate via Ashford International et Canterbury
- 1 train pour Dover Priory via Ashford International

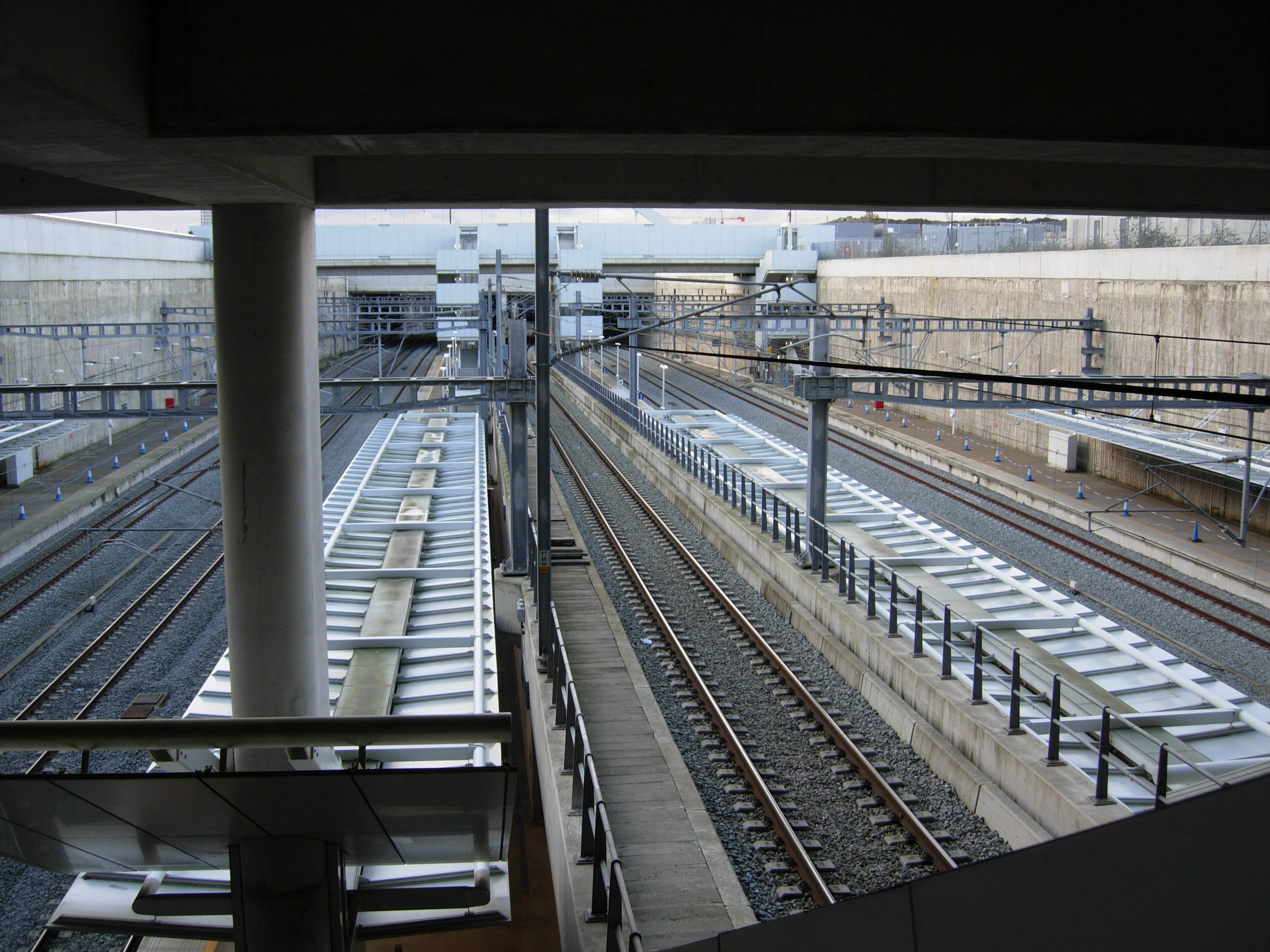
Entre les quais 2 et 3
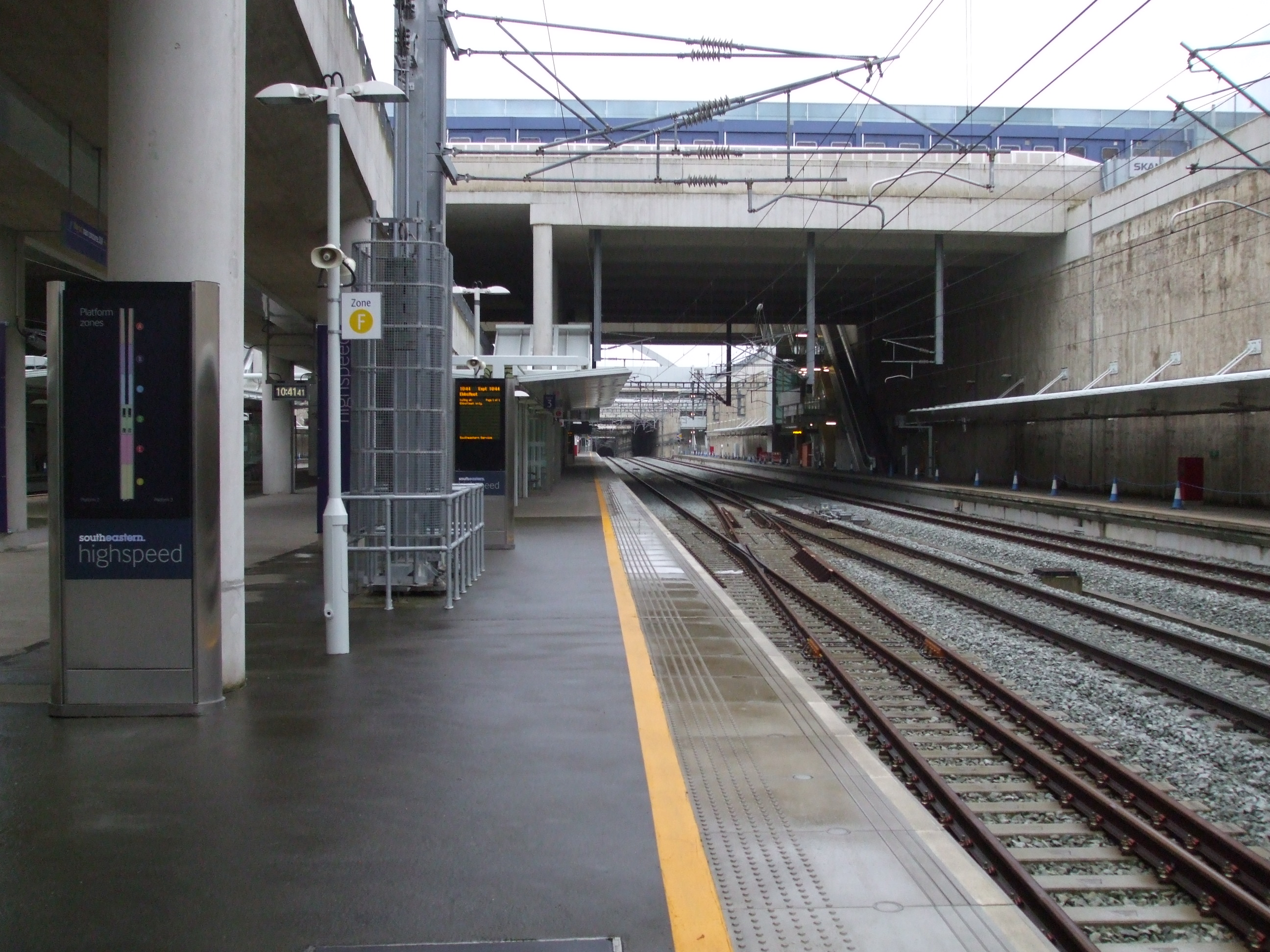
Quai 3
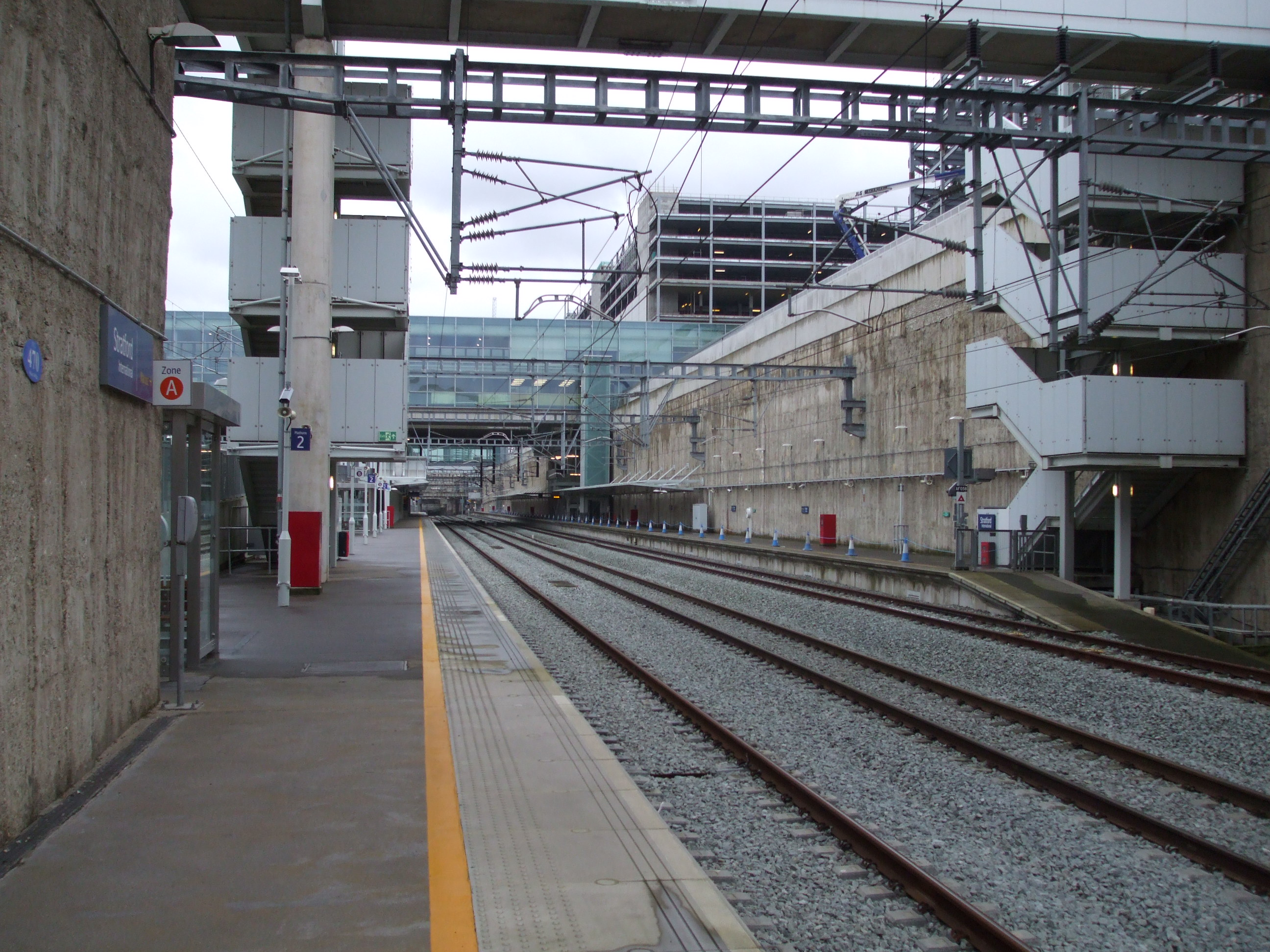
Quai 2
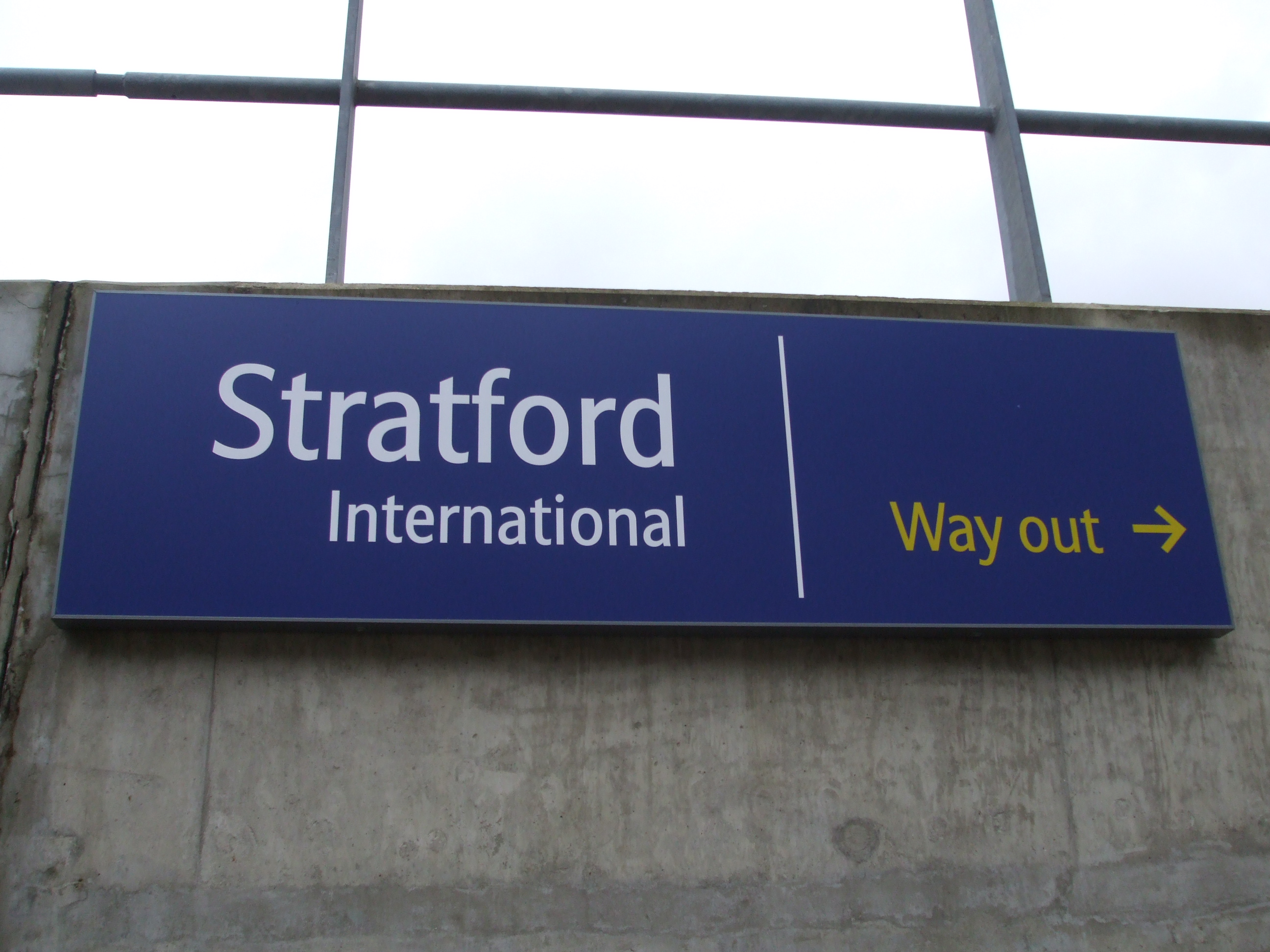